# Chris Brown
Pour les articles homonymes, voir Chris Brown (homonymie) et Brown.
Christopher Maurice Brown, dit Chris Brown,  né le 5 mai 1989 à Tappahannock en Virginie, est un chanteur, danseur-chorégraphe, auteur-compositeur-interprète, acteur et réalisateur américain. Débutant dans le chant et la danse à un jeune âge, il signe avec le label Jive Records en 2004, et fait paraître son premier album éponyme l'année suivante. Il atteint la seconde place du Billboard 200 américain, et est plus tard certifié double disque de platine par la Recording Industry Association of America (RIAA). Avec son premier single Run It! en pole position du Billboard Hot 100 américain, il devient le premier musicien, depuis Diddy en 1997, dont le premier single se classe en première position.
En 2013, il recense un total de 9 millions d'albums dans le monde entier, et environ 35 millions de singles. Sa chaîne YouTube est également l'une des plus regardées dans le monde, ses clips vidéos cumulant au total près de 3 500 000 000 vues, et se classe no 9 mondial, au 30 décembre 2012. Il bat même le record détenu par Lady Gaga en rassemblant 18 000 fans lors de son concert pour le Today Show, diffusé sur la chaîne NBC.
À la suite de la médiatisation de son affaire de violences contre Rihanna, Chris Brown annonce via Twitter qu'il arrêtera sa carrière après la sortie de son sixième album X, mais revient finalement sur sa décision. Sa fortune est estimée à environ 50 millions de dollars. L'artiste est également propriétaire de 14 restaurants de la chaîne de restauration rapide américaine Burger King.

## Biographie

### Enfance et début de carrière (1989–2004)
Christopher Maurice Brown est né le 5 mai 1989 dans la petite ville de Tappahannock, dans l’État de Virginie. Il est le fils de Joyce Hawkins, une ancienne directrice d'un centre pédiatrique, et Clinton Brown, gardien d'une prison locale,. Il est frère d'une sœur aînée, Lytrell Bundy, banquière. La musique a toujours été présente dans la vie de Brown depuis son enfance. Il écoutait régulièrement des albums soul appartenant à ses parents, puis se focalise finalement sur le hip-hop. Brown apprend de lui-même à danser et chanter, et cite souvent Michael Jackson comme son inspiration. Il devient ensuite choriste d'église, puis participe à différentes émissions de talent,. Alors qu'il chantait le titre My Way d'Usher, sa mère reconnaît le talent de son fils, et tous deux tentent de chercher un label. Au même moment, Brown rencontre des problèmes familiaux. Ses parents divorcent, et sa mère subit les violences conjugales de son nouveau compagnon, qui traumatiseront Chris.
À l’âge de 13 ans, Brown, jeune chanteur, est découvert par une équipe de production, Hitmission Records, qui visitait la station d’essence de son père dans l’espoir de trouver des jeunes talents. L'équipe enregistre une démo, et l'envoie à divers contacts à New York pour tenter d'obtenir un contrat. Chris Brown a donc déménagé pendant un moment à New York.
En 2004, Tina Davis, manager à Def Jam à l’époque, découvre Chris qui travaillait avec des producteurs locaux. Elle adora ce qu’elle entendait et voyait lorsqu’il auditionnait dans les bureaux du label Def Jam à New York. Tina l’emmena immédiatement rencontrer le directeur du label qui lui fit signer un contrat le jour même. « Je savais que Chris avait un vrai talent » dit Tina Davis, « Je voulais juste y contribuer. » Les négociations avec Def Jam durent 2 mois avant que Tina Davis ne perde son emploi. Chris Brown lui demanda alors de devenir son manager et elle accepta. Elle commença alors à promouvoir Chris dans les labels tels que Jive Records, J Records et Warner Bros. Dans une interview, Mark Pitts, président du label Jive Records, à HitQuaters, raconte que Davis montrait à tous les labels une vidéo de Chris Brown et sa réaction a été : « J’ai vu le potentiel. Je n’ai pas aimé toutes les chansons mais j’ai adoré sa voix. Ce n’était pas un problème car je savais qu’il pouvait chanter et je savais comment faire de bons morceaux. » Chris Brown choisit Jive Records grâce aux succès du travail fourni avec leurs nouveaux artistes tels que Britney Spears et Justin Timberlake. « J’ai choisi Jive car ils avaient le meilleur succès avec les jeunes artistes dans le domaine de la pop […], je savais que j’allais capter l’attention des afro-américains, mais Jive avait beaucoup d’influence dans le domaine de la pop comme avec la longévité des carrières. »

### Chris Brown(2005–2006)

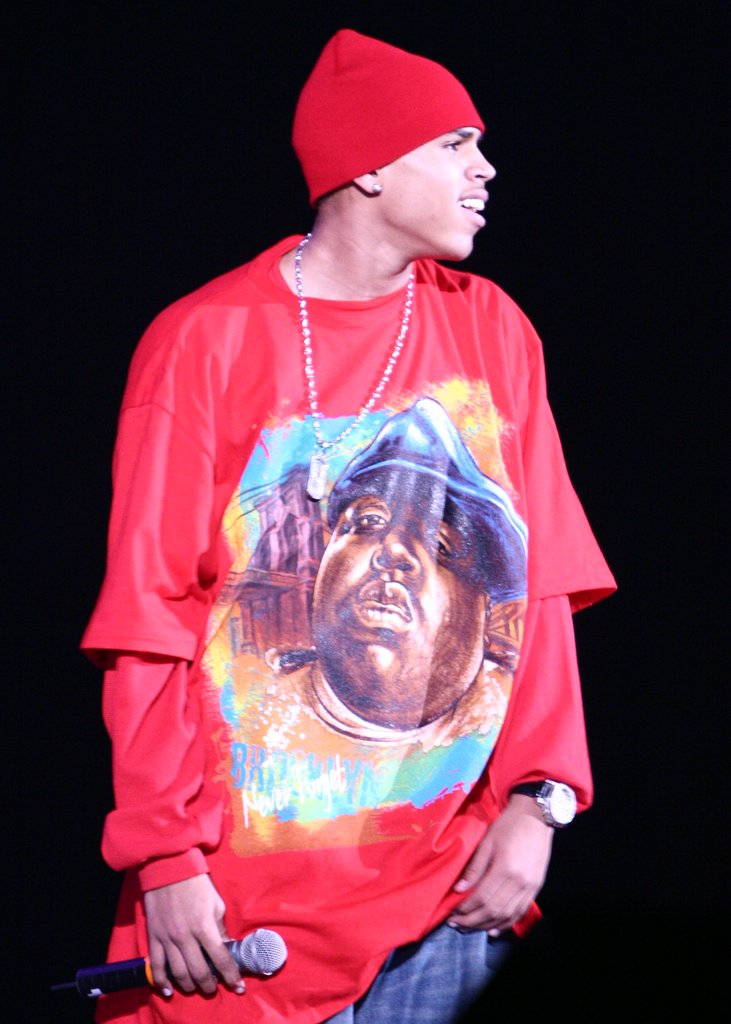
Brown au KISS 106.1 Seattle Jingle Bell Bash 8, le 4 décembre 2005.

Après avoir signé chez Jive Records en 2004, aussi très beau en studio en février 2005. En un mois, il y avait déjà 50 chansons d’enregistrées dont 14 qui ont été choisies pour son premier album. Chris a travaillé avec plusieurs producteurs et compositeurs Scott Storch, Cool & Dre et Jazze Pha qui ont cru en lui. Chris a également coécrit cinq chansons de ce premier album. « J’écris ce qui arrive aux jeunes de 16 ans tous les jours, » dit-il, « par exemple avoir des ennuis car tu as fait entrer ta petite amie en douce dans la maison, ou bien tu ne peux pas conduire alors tu voles une voiture, des trucs comme ça. » L’album entier fut produit en moins de 8 semaines
Commercialisé le 29 novembre 2005, l’album Chris Brown débute à la 2e place du Billboard 200 avec 154 000 exemplaires vendus la première semaine. L’album est un succès commercial, avec plus de 2 millions d’exemplaires vendus aux États-Unis, et est certifié deux fois disque de platine par la RIAA, et 3 millions d’exemplaires vendus à travers le monde. Le premier single de Brown, Run It !, fait de Chris le premier artiste masculin (depuis Montell Jordan en 1995) à avoir son premier single au sommet du Billboard Hot 100, pendant plus de 3 semaines. Les trois autres singles de ce premier album Yo (Excuse Me Miss), Gimme That et Say Goodbye atteignent le Top 20 du même classement.
Le 13 juin 2006, Chris Brown sort son DVD intitulé Chris Brown’s Journey, qui montre son voyage en Angleterre et au Japon pour la promotion de son premier album et également sa première visite au Grammy Awards. Les « Making Of » de ses clips apparaissent également dans le DVD,.

### Début dans le cinéma etExclusive(2007–2008)
Chris Brown fait quelques apparitions dans un épisode des séries UPN’s One on One et The N’s Brandon T. Jackson Show. De plus, Chris obtient un petit rôle de geek dans la quatrième saison de Newport Beach en janvier 2007. Chris débute dans le cinéma avec Stomp the Yard aux côtés de Ne-Yo, Meagan Good et Columbus Short en janvier 2007. Le 9 juin 2007, Chris Brown participe à Mon Incroyable Anniversaire diffusé sur MTV où il célèbre ses 18 ans à New York.
Chris Brown fait quelques apparitions dans des films, où il obtient des petits rôles.
En août 2010 Brown obtient un petit rôle au côté de Paul Walker, Idris Elba et Zoe Saldana dans Takers. Deux ans plus tard il fait une apparition dans Think Like Man au côté de Kevin Hart, une comédie dramatique qui eut beaucoup de succès aux États-Unis. Sa dernière apparition date de 2013 dans le film Battle Of The Year.
Le 21 novembre 2007, Brown apparaît dans le téléfilm dramatique This Christmas avec Regina King, Lauren London, Columbus Short et Idris Elba. Pour une meilleure promotion de son album Exclusive, Brown organise The Exclusive Holiday Tour, avec des dates dans vingt États différents des États-Unis. Le tour débute de Cincinnati, dans l'Ohio, le 6 décembre 2007, et se termine le 9 février 2008, à Honolulu, Hawaï. Un documentaire sur la tournée sort le 3 juin 2008 avec la sortie de Exclusive: The Forever Edition qui compte deux disques. Après avoir terminé sa tournée avec Ne-Yo, Chris Brown commence rapidement la production de son 2e album Exclusive, qui est sorti le 6 novembre 2007. Chris voulait d’abord intituler cet album Graduation mais Kanye West avait au même moment choisi ce titre pour son album. Il choisit donc le titre Exclusive, pour signifier que cet album était exclusivement destiné à ses fans. L’album entre à la 4e position du Billboard 200 avec 294 000 exemplaires vendus la première semaine, et généralement bien accueilli par la presse spécialisée. Exclusive est vendu à plus de 1,9 million d’exemplaires aux États-Unis. Dans une entrevue avec MTV News, Chris Brown explique : « Je vais continuer de faire de la musique pour mes jeunes fans mais dans cet album j’ai plusieurs morceaux pour les plus grands ».
Lors des BET Awards en juin 2008, il fait une performance sur With You et Take You Down avec Ciara, un des moments clés de la cérémonie. Chris Brown sort Take You Down en Angleterre et en Irlande en janvier 2009. Au même moment, Chris Brown fait plusieurs collaborations notamment sur le morceau de Nas : Make The World Go Round tiré de son album Untitled produit par Game & Cool & Dre.
Le 4 décembre 2007, Chris Brown sort son 3e single With You, produit par Stargate. With You atteint la 2e place dans le Billboard Hot 100 et entre dans les charts de plusieurs autres pays, ce qui devient le single de Chris Brown qui rencontre le plus de succès. With You entre dans le Top 10 en Nouvelle-Zélande, à Singapour, au Canada, aux États-Unis, à Chypre, en Irlande, en France, en Angleterre, en Malaisie et en Australie.
En mars 2008, Brown participe au single de Jordin Sparks, intitulé No Air, qui atteint la troisième place du Billboard Hot 100. Il participe également à l’album de Ludacris Theater of the Mind sur le morceau What Them Girls Like avec Sean Garrett.
Le 3 juin 2008, Chris Brown sort une version deluxe d’Exclusive intitulée Exclusive: The Forever Edition. À la suite du succès de sa chanson dans la publicité pour la marque de chewing-gum Wrigley, Chris Brown décide d'en faire un morceau intitulé Forever, qui atteint la 2e place du Billboard Hot 100. The Forever Edition comporte quatre nouveaux morceaux dont Superhuman en collaboration avec Keri Hilson.
En août 2008, Chris fait également fait d’autres apparitions dans La Vie de palace de Zack et Cody dans son propre rôle aux côtés de Ashley Tisdale,. Chris Brown était également sur l’album de T-Pain Thr33 Ringz sur le morceau Freeze. Billboard Magazine nomme Chris Brown comme étant le top artiste de 2008. Chris Brown aide une association Math-A-Thon à récolter des fonds pour l’école St Jude en jouant dans un mini-film.

### Graffitiet mixtapes (2009–2010)

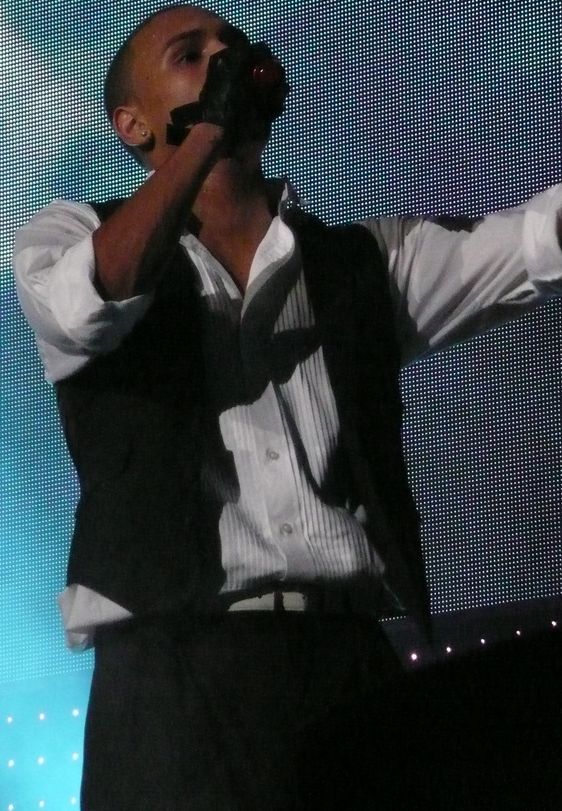
Chris Brown chantant au Brisbane Entertainment Centre.

En 2008, Chris Brown commence à travailler sur son 3e album intitulé Graffiti. « Quand t’entends Graffiti, tu penses à l’art. Moi, j’ai choisi Graffiti car c’est mon art et mon art c’est ma musique. C’est mon imagination, ma créativité vitale. » dit-il sur le choix de ce titre pour son 3e album. D’après lui, il va essayer une approche musicale différente comme l’ont fait Prince et Michael Jackson. Il dit : « Je voulais changer un peu, être différent. Comme mon style, je n’essaye pas d’être seulement Urbain. Je veux être comme Prince, Michael et Stevie Wonder étaient. Ils peuvent faire n’importe quel genre de musique. » Le premier single de Graffiti, I Can Transform Ya, sort le 29 septembre 2009, suivi d'un clip très futuriste le 27 octobre 2009, et atteint la 20e place du Billboard Hot 100. Le deuxième single intitulé Crawl, sort le 13 novembre 2009, et atteint la 53e place du Billboard Hot 100. Graffiti sort le 8 décembre 2009 aux États-Unis, et le 4 décembre 2009 en France. L’album débute à la 7e position du Billboard 200, avec 102 000 exemplaires vendus la première semaine, malgré avoir été négativement accueilli par la presse spécialisée.
Le 23 mars 2011, il recense 341 000 exemplaires vendus aux États-Unis.
Tandis qu’il réalise une performance surprise aux BET Awards 2010 en hommage à Michael Jackson, Chris Brown fond en larmes sur scène en chantant Man In The Mirror. la prestation et cette émotion touche nombreuses célébrités présents à la cérémonie, dont Trey Songz, Diddy et Taraji P. Henson. Songz explique « Il a laissé son cœur en coulisse. Il nous a donné une forte émotion. Je suis si fier de lui, si fier de l'avoir vu chanter comme ça. » Le frère de Michael, Jermaine Jackson, exprime des émotions similaires. Plus tard pendant la cérémonie, Brown explique « Je vous ai laissé tomber avant (en parlant de l’incident avec Rihanna), mais je ne le referai plus. Je vous le promets » tandis qu'il accepte de recevoir le prix AOL Fandemonium.

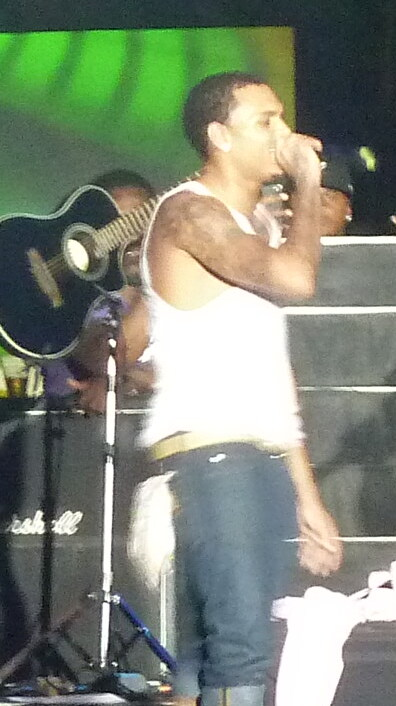
Chris Brown sur scène en 2010.

En 2010, Chris Brown sort trois mixtapes. In My Zone, sa première mixtape sort à l’occasion de la Saint-Valentin le 14 février 2009 avec la collaboration de DJ Drama, Kevin McCall, Soulja Boy, Ester Dean, Se7en. Fan of a Fan avec Tyga sort le 17 mai 2010, elle rencontre un grand succès. Il décide alors de sortir Deuces (avec Tyga et Kevin McCall en tant que single. Deuces entre à la 27e place du Billboard R&B et atteint la première place de ce Billboard. Chris Brown casse encore un record avec Deuces qui devient le premier single à la première place depuis Bills, Bills, Bills des Destiny's Childs en 1999. Deuces reste plus de 2 mois à la première place du Billboard R&B et de devient le single qui est resté le plus longtemps à la première place en 2010. Brown sort le single No Bullshit également tiré de la mixtape Fan of a Fan. Le morceau est actuellement dans le Top 10 du Billboard R&B avec un record d’audimat dans les radios US. Chris Brown fait un clip pour Deuces & No Bullshit, le directeur des vidéos est Colin Tilley. Il sort également Matrix, un clip de quatre minutes tiré d’un mini-film qu’il nomme 12 Strands. Au même moment, Takers sort dans les salles américaines le 27 août 2010, film d’action auquel il partage l’écran avec Idris Elba, Paul Walker, T.I., Hayden Christensen, Matt Dillon.

### F.A.M.EetFortune(2011–2012)

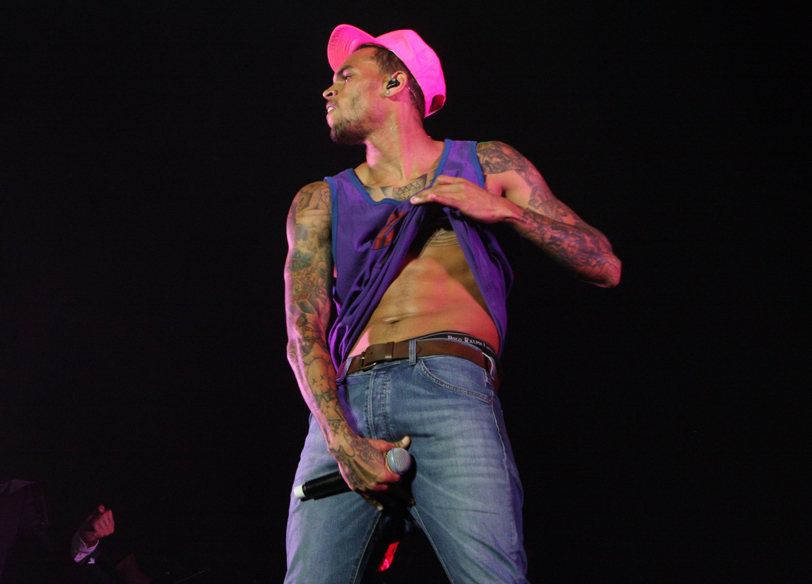
Brown, sur scène au Supafest de Sydney, en 2012.

Lors d’une interview, donnée à la radio 102.3 The Beat, au Texas, Chris Brown annonce le nom de son 4e album F.A.M.E.. Le nom de cet album a pour définition Forgiving All My Enemies (« pardonner tous mes ennemis »). L’idée de ce nom pour son album lui est venu d’abord avec son tatouage (car Chris Brown a un tatouage nommé « FAME »). Pour Breezy, c’est aussi le fait que le business dans l’industrie musicale n’est pas un bon business. « Tu es seul avec ta passion dans le cœur » dit-il dans le webisode This Is Me. F.A.M.E est sorti Le 22 mars 2011 aux États-Unis, et le 21 mars 2011 en France. L'album est produit par Swizz Beats, Polow Da Don, Timbaland et Kevin McCall. Il comporte des collaborations avec Lil Wayne et Justin Bieber. À la suite d'une nomination aux Grammy Awards, l'album F.A.M.E remporte le Grammy du « meilleur album R&B de l'année ». Lors de la soirée, il y chante son single Turn Up the Music. Plusieurs critiques sont éprouvés au sujet de sa prestation et de sa récompense. Certaines personnes évoquent le manque d'humilité dans le discours de Chris Brown lors de l'acceptation de sa récompense et la rumeur dit même qu'il l'aurait acheté. Par la suite, il rétorque sur Twitter : « Vous pouvez continuer à rager autant que vous le voulez, je m'en bats les couilles, j'ai un grammy! » Le 1er single de cet album est Yeah 3x, un morceau pop/dance produit par DJ Frank E. « Je travaillais très tard au studio quand j’ai reçu un appel de mon manager. Chris Brown était en train de travailler dans le studio en bas de la rue et il voulait que je vienne pour écouter quelques morceaux. J’y suis allé et j’ai rencontré Chris pour la première fois, je lui ai donc fait écouté un de mes morceaux (instru). Il s’est assis pendant 4 minutes pour l’écouter et il dit « Ok, je suis prêt ». Il a immédiatement écrit les paroles ! » dit DJ Franck E dans une interview avec le fansite ChrisBrownWeb.com, il ajoute : « Chris a écrit la chanson en 15 minutes ! Je ne savais pas qu’il écrivait autant avant maintenant. J’étais vraiment impressionné ! ». Le single sort le 23 octobre 2010 aux États-Unis et rencontre déjà un grand succès. Il atteint le Top 15 du Billboard Hot 100. Une vidéo pour ce morceau est enregistrée avec Brown effectuant d’incroyables pas de danse dans une rue à Hollywood avec des enfants. Yeah 3x est sorti le 20 décembre 2010 en France, et se classe déjà dans le Top 40. Chris Brown annonce dans une interview au Wild94.9′s annual Wild Jam holiday que les prochains singles de F.A.M.E seront Calypso et Look At Me Now en featuring avec Lil Wayne et Busta Rhymes.
Le 1er janvier 2011, Chris Brown sort le 2e single issue de F.A.M.E. : Look At Me Now featuring Lil Wayne & Busta Rhymes. Le single rencontre un succès considérable, s’installant à la 2e place dans le classement général du iTunes US, et à la 1re place du iTunes R&B en seulement 72 heures. La vidéo pour Look At Me Now est diffusée le 11 mars sur la chaîne américaine 106&Park. Produit par DJ Afro Jack, elle se déroule dans un club avec quelques éléments futuristes, des lamborghini, des danseurs. « Look At Me Now est ma première vidéo rap. Je voulais faire comme le genre Old School, pas vraiment Old School mais un retour à l'ancienne époque » dit-il sur MTV. Le 15 janvier 2011, Chris annonce sur Twitter sa nouvelle collaboration avec le disc-jockey italien Benny Benassi, intitulée Beautiful People. La vidéo de Beautiful People sort le 22 mars 2011 sur The Seven de la chaîne MTV ; le clip retrace les journées de Brown en studio, avec ses amis trottinant sur les rues de Los Angeles, ou en boîte de nuit. Après avoir sorti trois singles extrait de F.A.M.E., Yeah 3x, No BS & Look At Me Now, le label Jive Records annonce la date officielle de la sortie de l’album prévu pour le 22 mars 2011 aux États-Unis, et le 21 mars 2011 en France. Brown sort un petit extrait d’une des chansons figurant dans l’album Up To You sous forme d’un mini-clip. Ce morceau est une ballade R&B. L’album contiendra tous les type & genres de musiques « en espérant que ma musique inspirera et diffusera la paix et du positive » confie-t-il sur son compte Twitter. Lors d’une interview donnée avec Kyle & Jackie O show, Chris Brown annonce avoir changé la définition de F.A.M.E..

Brown prépare une tournée F.A.M.E. mondiale, qui commence en Australie le 20 avril 2011, à Adélaïde pour se terminer le 3 mai 2011 à Perth. Chris Brown est en featuring sur l'album Planet Pit de son ami Pitbull et notamment sur le tube International Love ainsi que sur Hope We Meet Again et sur Where Do We Go. Chris Brown continue sa tournée en Europe, puis aux États-Unis plus tard dans l'année 2011. Le 24 mars 2011, Look At Me Now en featuring avec Busta Rhymes & Lil Wayne, qui est le 2e single issue de F.A.M.E., atteint le top 10 du Billboard Hot 100. Brown n'avait pas atteint ce top 10 depuis Forever en 2008. Elle détient la 1re place du Billboard R&B, et est le 3e single de Brown, après Deuces & No BS, à atteindre le top des charts. Le 22 mars 2011, F.A.M.E. sort dans les bacs et s'écoule à plus 270 000 exemplaires la première semaine aux États-Unis, et atteint la 1re place du Billboard 200. Il s'agit de la première fois qu'un album de Brown devient no 1 depuis le début de sa carrière. Mais F.A.M.E. ne bat pas les ventes de son 2e album Exclusive qui, lui, s'était vendu à 294 000 exemplaires la première semaine. « Le succès de mon album et de mes chansons maintenant me rend humble et m'inspire à travailler encore plus dur en tant qu'artiste » dit Brown sur Twitter. Le 18 avril 2011, Jive Records annonce que F.A.M.E. est certifié disque d'or aux États-Unis, après avoir été vendu plus de 500 000 exemplaires.

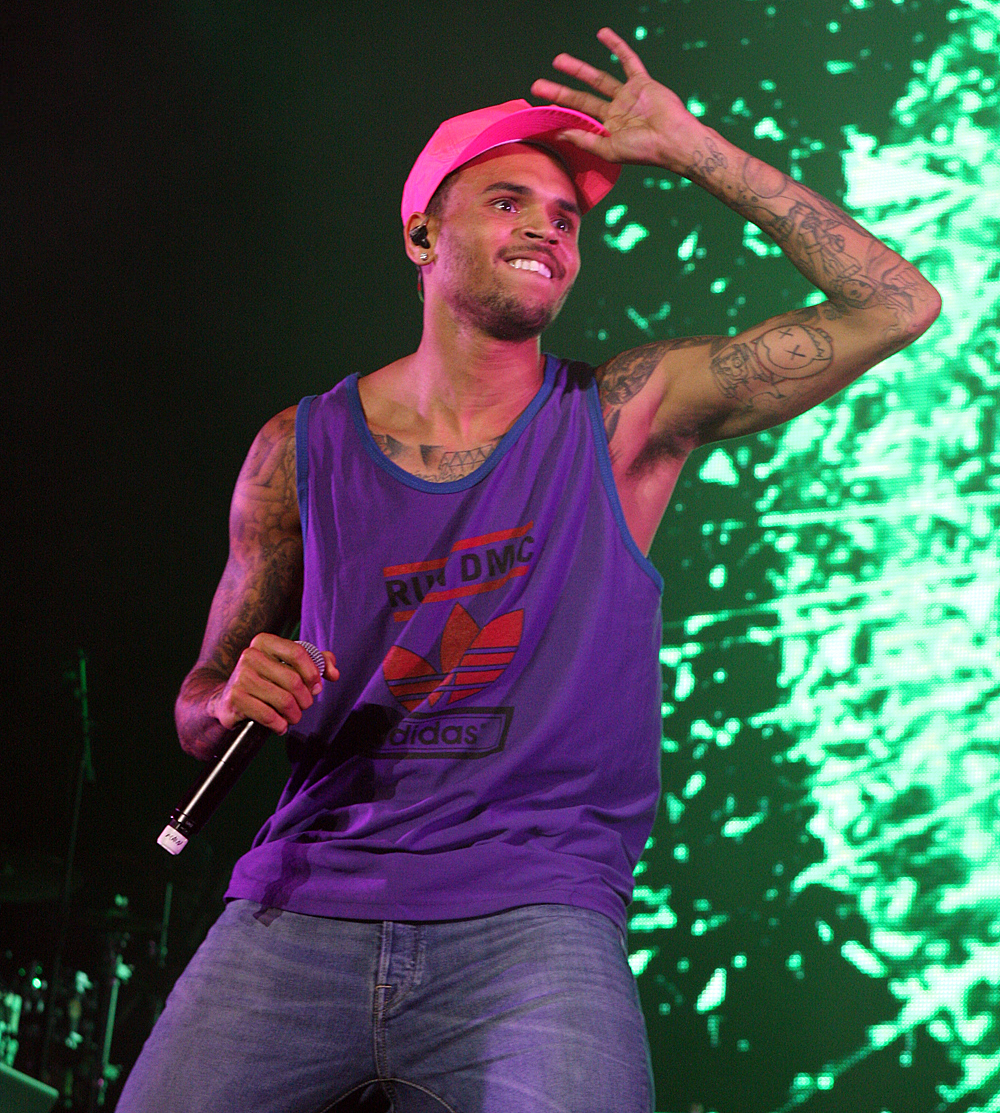
Chris Brown sur scène en 2012.

Le 3e single issue de F.A.M.E. s'intitule She Ain't You, composé avec Se7en, chanteuse du groupe RichGirl ; ce morceau, écrit par Kevin McCall, Ryan Buendia, Jason Boyd et produit par Free School, reprend la chanson de Michael Jackson Human Nature, et le remix de Right Here de SWV. Il sort le 28 mars 2011 dans les radios urbaines américaines, et atteint le top 10 du Billboard R&B, et le top 50 du Billboard Hot 100. Le clip, filmé par Colin Tilley, sort le 2 mai 2011 ; Brown rend hommage à son idole Michael Jackson. Le clip pour le single Next 2 You avec Justin Bieber, tourné par Colin Tilley, sorti le vendredi 17 juin 2011. Le 30 juin 2011, F.A.M.E. est certifié disque d'or au Royaume-Uni avec 100 400 exemplaires vendus. Le F.A.M.E Tour est lancé en avril 2011 en Australie, et se termine en novembre 2011. Le 7 octobre 2011, RCA Music Group annonce la dissolution de Jive Records, ainsi que de Arista Records et J Records. Après la fermeture, Brown et tous les autres artistes sortiront leurs albums chez RCA Records. Brown sortira son cinquième album studio Fortune en mai 2012. Le single Strip, avec Kevin McCall, est sorti le 18 novembre 2011 pour faire la promotion de l'album. Turn Up the Music est sorti en tant que single principal de Fortune le 14 février 2012. Les clips de Sweet Love ainsi que Till I Die et Don't Wake Me Up sont dernièrement sortis pour faire la promotion de Fortune.

### X(2013–2014)
Le sixième album de Brown, X, anciennement intitulé Carpe Diem, est programmé pour le début de 2014,,. Le principal single de l'album, Fine China, est commercialisé le 1er avril 2013, et envoyé au US Top 40 radio le 9 avril. L'album est composé en collaboration avec Kendrick Lamar et produit par Diplo et Danja. Le 9 août 2013 à 1 h 9 PDT, Brown s'écroule, victime d'une crise non épileptique au studio Record Plants d'Hollywood (Californie). À l'arrivée des urgences, il refuse d'être soigné ou transporté à l'hôpital. Brown semblerait souffrir d'épilepsie depuis l'enfance. Le lendemain, cet incident serait dû, selon l'équipe de Brown, à « une intense fatigue, et à un état émotionnel extrême. »

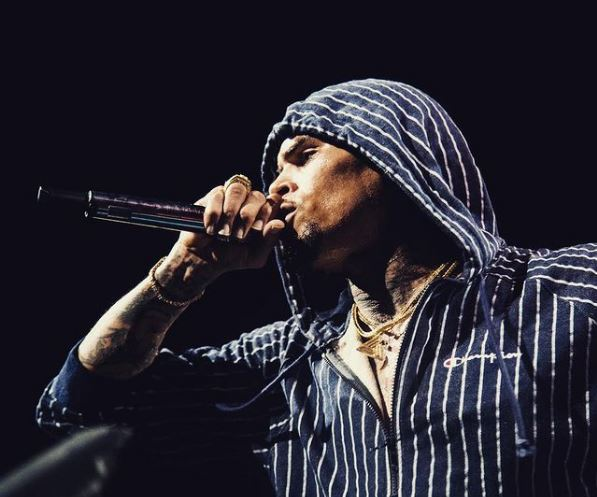
Chris Brown durant la tournée « Party Tour » (2017).

X sort le 16 septembre 2014 aux États-Unis après la sortie en décembre des singles Loyal, New Flame, X et Songs On 12 Play sur la plateforme d'hébergement de vidéos YouTube. Durant l'année 2013, il avait sorti les singles Fine China, Don't Think They Know et Love More mais ceux-ci figurent finalement dans l'édition deluxe.

### Fan of a Fan: The Album,RoyaltyetHeartbreak On a Full Moon(2015 - 2018)
Le 24 février 2015, Brown publie son premier album commun avec Tyga, intitulé Fan of a Fan: The Album. L'album fait suite à la mixtape Fan of a Fan. Au début de 2015, Brown se lance dans sa tournée Between The Sheets Tour avec Trey Songz. Au printemps 2015, Brown participe à la chanson du DJ Deorro, Five Hours.
Le 24 juin 2015, Brown publie sa nouvelle chanson, Liquor. Peu après, il l'annonce comme chanson issue de son septième album studio à venir. Le 22 août 2015; annonce le titre officiel de son album, Royalty, dédié à sa fille, Royalty Brown. L'album est publié le 18 décembre 2015, et débute troisième du Billboard 200, avec 184 000 exemplaires vendus la première semaine,.
Le 1er mai 2016, Brown annonce le titre de son huitième album à venir, Heartbreak on a Full Moon. Le premier single, Grass Ain't Greener, est publié le 5 mai 2016. Après avoir été repoussé maintes fois, l'album, qui possède 45 pistes, sortira le 31 octobre 2017 et se vendra à hauteur de 500,000 unités aux états-unis. Chris Brown devient le premier artiste R&B à avoir un album certifié disque d'or dès la première semaine depuis Usher avec Confessions en 2004. L'album reçut la certification double platinium par la RIAA.

### Indigo (2019)
Le 28 juin 2019, Chris Brown dévoile son neuvième album solo intitulé Indigo. Il collabore avec Tory Lanez, Justin Bieber, Nicki Minaj ou encore Drake avec lequel il s'est récemment réconcilié.

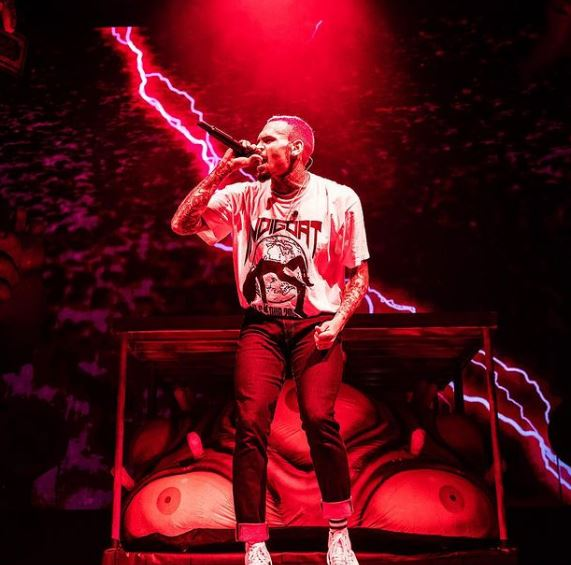
Chris Brown sur scène durant la tournée « Indigoat » en 2019.

Chris Brown part pour la tournée américaine "IndiGOAT", en compagnie d’artistes tels que Ty Dolla $ign, Joyner Lucas, Tory Lanez et Yella Beezy. La tournée s'achève le 19 octobre.

### Breezy (2022)
Le 24 juin 2022, Chris Brown dévoile son dixième album studio, intitulé Breezy, en référence au nom de scène de l'artiste. L'album comporte des collaborations avec les artistes Lil Wayne, Lil Baby, Lil Durk ou encore Tory Lanez. Le projet s'est placé no 4 du Top 10 Billboard 200, avec 72 000 albums vendus la première semaine.
Le 8 juillet, Brown sort une réédition de son album, comportant dix pistes supplémentaires.
En novembre 2022, Chris Brown, qui doit assurer une prestation en compagnie de la chanteuse Ciara, aux American Music Awards de cette année, en hommage au 40e anniversaire de la sortie de l'album Thriller du chanteur Michael Jackson et de la réédition récente de l'album, est subitement déprogrammé de l'événement à la veille de la prestation. Le média Variety révèlera que la chaîne ABC, qui n'était pas opposé à l'idée que Chris Brown se produise, craignait les huées du public et les retombées médiatiques. Kelly Rowland lui apportera un soutien public au cours de la cérémonie.
Le chanteur dévoilera les images issues de ses répétitions par le biais de ses réseaux.
En février 2023, Chris Brown débute la tournée "Under The Influence Tour", dont deux dates se tiennent à Paris les 23 et 24 février à l'Accor Arena,.

## Affaires judiciaires

### Violences conjugales

#### Affaire Rihanna Fenty
En 2009, la carrière de Chris Brown est entachée par un cas de violence conjugale. Il se rend à la police de Los Angeles, le 8 février 2009, et est arrêté pour violence envers une jeune femme, non-identifiée au moment des faits. Brown est remis en liberté après avoir déposé une caution de 50 000 dollars. Plusieurs médias tels que CNN, Los Angeles Times, et MSNBC, disent avoir identifié la victime, Rihanna, petite amie de Brown. L'agression a eu lieu à bord d'une Lamborghini que Brown avait loué quelques jours avant. Une photo publiée par le célèbre magazine à scandale, TMZ, et prise au moment de la déposition de la chanteuse, dévoile le visage tuméfié de Rihanna. La figure de la chanteuse semble méconnaissable et laisse, sans difficulté, présager la violence des sévices qu'elle a subis. La photo provoque une colossale indignation de portée internationale vis-à-vis du chanteur. L'album à paraître de Chris Brown, Graffiti, deviendra l'album le moins vendu de toute sa carrière.
D'après un extrait contenu dans la déposition de Rihanna, le chanteur se serait énervé après qu'elle l'eut confronté face à une aventure extra-conjugale qu'elle découvrit via un texto provenant du téléphone de Chris Brown. Selon ce témoignage, Chris Brown aurait tenté de la faire sortir du véhicule avant de lui porter de multiples coups de poing. Chris Brown alla même jusqu'à la menacer de la tuer. La chanteuse simula un appel à son assistante et profita de l’arrêt du véhicule pour s'enfuir vers le poste de police le plus proche. Après l'arrestation de Chris Brown, ses contrats publicitaires sont suspendus. Ses chansons ne sont plus jouées à la radio, et sa participation aux Grammy Awards 2009 est remplacée par celle de Justin Timberlake, et Al Green. Brown engage une équipe de gestion de crise, et se prononce pour la première fois depuis l’incident : « Les mots ne peuvent pas exprimer combien je suis désolé et attristé par ce qui est arrivé ».

La chanteuse Rihanna, ex-petite amie de Chris Brown.

Dans un premier temps, toujours amoureuse, la chanteuse Rihanna renoue avec Chris Brown quelques semaines après son agression. Elle rompt sur les avertissements de son entourage professionnel qui la met en garde de l'exemple donné par cette union,. Le 5 mars 2009, Chris Brown est accusé d’agression et menaces. Il se rend devant le juge, le 6 avril 2009, et plaide non coupable aux deux accusations. Le 22 juin 2009, Chris plaide finalement coupable et accepte un arrangement : il fera des travaux d’intérêt général, recevra 5 ans de probation formelle et devra suivre des conseils en matière de violence domestique. Plusieurs associations contre la violence domestique ont critiqué l’arrangement, disant que la punition n’est pas assez sévère. L’influence de Chris Brown sur les jeunes a également été mise en question. Le 20 juin 2009, Chris Brown enregistre une vidéo de deux minutes où il présente ses excuses à ses fans et à Rihanna. Dans cette vidéo, il qualifie cet incident comme étant « son plus grand regret ». Il précise également avoir présenté plusieurs fois ses excuses à Rihanna, et qu'il en « accepte toutes les responsabilités ». Chris voulait faire des excuses publiques avant, mais son avocat le lui avait interdit avant que son procès n’ait lieu. La vidéo est depuis cachée, et n'est plus visible par le public. Le 25 août 2009, la sentence est tombée, Brown écope de 5 ans de probation formelle, 1 an de cours sur la violence domestique, 6 mois de travaux d’intérêt général et de l’interdiction pendant 5 ans d’approcher Rihanna à moins de 50 verges (45 mètres), et 10 verges (9 mètres) lors d’événements publics. Le 2 septembre 2009, Brown parle de ce qui s’est passé sur Larry King Live : c’est sa première interview à ce sujet. Il est accompagné de sa mère, Joyce Hawkins, et de son avocat Mark Geragos (célèbre avocat qui a notamment défendu Michael Jackson). On évoque le fait que Brown ait grandi dans une maison où la violence domestique était présente. Sa mère en a été une victime durant l’enfance de Chris. Lorsque Brown entend ce qui transpirait de l’altercation, il dit : « Je suis choqué, parce que, d’abord ce n’est pas qui je suis, et ce n’est pas ce que je me suis promis de devenir ». Joyce Hawkins explique que Chris n’a « jamais été une personne violente, jamais ». Lors de cette interview, Chris Brown décrit sa relation avec Rihanna comme celle de Roméo et Juliette et accuse les médias de s’être déchaînés à la suite de l’incident et d'avoir provoqué la séparation. Il ajoute ne pas se souvenir d’avoir frappé Rihanna, mais il présente ses excuses pour ses actions durant cette nuit. Rihanna par ailleurs pardonnera publiquement Chris Brown chez Oprah Winfrey durant l'été 2012 pour la seconde fois en déclarant : « Il est et restera mon meilleur ami, je lui souhaite tout le bonheur possible. »
En mars 2014, il est arrêté à Malibu puis emprisonné sans possibilité de libération sous caution, pour « violation de sa mise à l'épreuve ». Le 1er juin 2014, il est sorti de prison après un mois passé derrière les barreaux.

#### Affaire Karrueche Tran
Le 26 février 2017, l'ex-compagne de Chris Brown, Karrueche Tran, obtient une ordonnance restrictive contre ce dernier. Selon Karrueche, l'artiste exercerait sur elle un harcèlement régulier depuis leur rupture. Elle affirme que Chris Brown est un danger pour elle et consigne, par le biais de documents donnés à la cour de Los Angeles, avoir été frappée à l'estomac à deux reprises par ce dernier pendant leur relation. Karrueche déclare avoir gardé ses mauvais traitements secrets afin de ne pas surcharger le casier du rappeur, toujours sous période probatoire à l'époque. Elle aurait également été poussée par Chris Brown dans les escaliers après une dispute avec ce dernier.
L'un des membres de l'entourage de Karrueche obtient lui aussi une ordonnance restrictive à l'encontre du chanteur après qu'il eut proféré des menaces de mort impliquant également Karrueche Tran.
Le 17 juin 2017, le tribunal de Santa-Monica accorde une ordonnance restrictive permanente à Karrueche, ce qui équivaut à Chris Brown l'interdiction de l'approcher à moins de 100 mètres durant cinq ans. Chris Brown, absent à l'audience dans le cadre de représentations à l'étranger, se voit refuser d'y assister via téléphone par le juge.
Durant l'audience, Karrueche fait écouter au juge ainsi qu'à l'assemblée présente dans le tribunal des enregistrements vocaux dans lesquels Chris Brown ordonne à son ex-compagne de lui rendre tous les bijoux et cadeaux que le chanteur lui avait offerts durant leur relation. Il accompagne sa demande de menaces d'agressions physiques en cas de refus de coopération tel que « Je veux que tu me rendes mes putains d'anneaux sinon je vais te blesser » ou d'ajouter « Salope, je vais t'exploser la gueule ».
De plus, Chris Brown avait auparavant déposé un commentaire sous une publication sur le compte Instagram de Karrueche Tran, dans lequel il se qualifie de « tueur au sang froid »,.

### Affaires de violences
En juin 2013, une jeune femme de 24 ans nommée Deanna Gines accuse Chris Brown de l’avoir violemment poussée au sol, au coeur de la discothèque « Heat Ultra Longe », alors qu’il venait de terminer sa prestation. Les représentants du chanteur déclareront qu’ils n’avaient jamais entendus parler de l’incident avant la plainte de Gines tout en affirmant que « Rien de ceci n’a de sens ». Le responsable de la boîte de nuit démentira le déroulement des événements décrits par la jeune femme en assurant, à la conclusion d'une enquête interne, que cette dernière se serait montrée agressive après avoir été refoulée de la section VIP de l'établissement où se trouvait le chanteur,,.

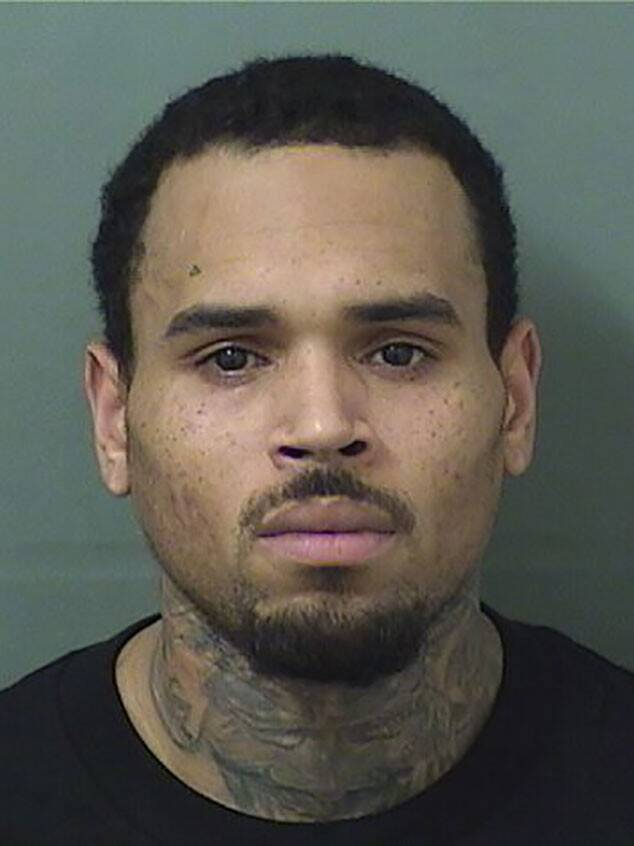
Mugshot de Chris Brown prise par la police du comté de Palm Beach en 2018 lors de son arrestation pour « coups et blessures » (relaxé).

En septembre 2015, une femme affirme que son téléphone a été endommagé par le staff technique de Chris Brown, après avoir été expulsée de force du bus de tournée de l’artiste pour avoir refusé de confier son téléphone aux équipes de Brown.
En janvier 2016, il est à nouveau impliqué dans une agression envers Liziane Gitierrez, une fan qui aurait filmé l'artiste avec son smartphone sans sa permission au cours d'une fête privée. Constatant qu'elle avait réussi à dissimuler son téléphone aux agents de sécurité, Chris Brown se serait énervé et aurait jeté le téléphone par la fenêtre. La fan dépose une plainte contre l'artiste en affirmant avoir été frappée par ce dernier à l’œil droit. Le 25 janvier 2016, Chris Brown est déclaré innocent par la cour de Los Angeles et aucune charge n'est retenue contre lui.
En avril 2017, Chris Brown est accusé d’avoir frappé un photographe de 28 ans au cours d’une fête privée à l’AJA Channelside situé à Tampa. Brown sera arrêté pour « coups et blessures » en juillet 2018 cependant les charges seront abandonnées, faute de preuves suffisantes,,.
En mars 2018, il est à nouveau au cœur d'un scandale après avoir été photographié en train d'étrangler une femme,.
En juin 2021, une autre affaire de violence le place au cœur de l'attention des médias. Les autorités se rendent au domicile de Brown après avoir été contactées par une jeune femme, présente sur les lieux, affirmant avoir été giflée tellement fort par l'artiste, que son tissage capillaire fut emporté. Dans un premier temps, les médias rapportent qu'aucune blessure visible ne fut constatée et qu'aucune arrestation n'a été ordonnée,.

### Altercations
En mars 2011, alors qu'il est invité sur le plateau de Good Morning America afin de faire la promotion de son nouvel album F.A.M.E, Brown se montre agacé à propos de questions sur la nuit où il a été violent avec Rihanna. À l'issue de l'interview, Chris Brown très excédé rejoint les coulisses depuis lesquelles il hurle et brise une vitre depuis sa loge. Il quitte les studios d'enregistrement de l'émission torse nu.
Le 14 juin 2012, les chanteurs Drake et Chris Brown, alors brouillés, sont présents dans une boîte de nuit du quartier de SoHo. Drake aurait provoqué l'artiste en vantant qu'il couchait avec Rihanna. Dès lors, des bouteilles fusent dans les airs malgré la foule présente, et une altercation violente a lieu entre les équipes de sécurité rapprochée des deux chanteurs. La boîte de nuit du W.I.P est ravagée par l'affrontement. Huit personnes sont blessées dont le basketteur Tony Parker et une touriste australienne, hospitalisée,. Chris Brown affiche une légère contusion au menton, provoquée par un éclat de verre. Les deux artistes sont aujourd'hui réconciliés, Drake invitera même Chris Brown à venir performer sur scène lors du Assassination Vacation Tour durant le mois d'octobre 2018. Drake et Chris Brown dévoilent le titre No Guidance au cours du mois de juin 2019,.
En janvier 2013, Chris Brown est impliqué dans une bagarre avec le chanteur Frank Ocean sur le parking d'un studio de Los Angeles, Frank Ocean en sort avec le bras fracturé. Ce dernier allègue que Brown a menacé de lui tirer dessus. Cependant, Sean Kingston, qui était présent et faisait partie des témoins de la scène, affirme que Ocean et son cousin furent les instigateurs de l'affrontement. Brown poursuit Frank Ocean ainsi que son cousin en justice. L'affaire est réglée à l'amiable,.
En octobre 2013, il est aussi placé en garde à vue pour avoir frappé un homme devant son hôtel alors qu'il posait avec des fans. L'homme aurait approché Chris Brown et ce dernier lui fractura le nez en lui assénant un coup de poing. Plus tard, le chanteur affirmera que l'homme avait tenté de s'introduire dans son bus de tournée, forçant l'artiste à réagir.
En novembre de la même année, Brown brise, en lui lançant une pierre, le pare-brise de la voiture de sa mère alors qu'elle avait demandé de prolonger sa cure au-delà des 13 jours requis.
Le 18 mai 2016, TMZ publie une vidéo dans laquelle on voit Chris Brown piétiner la tête d'un des agents de sécurité, qui l'aurait insulté, dans une boîte de nuit où il se produit.
Il est impliqué dans une bagarre avec son manager, Mike G, en mai 2016. Dans la foulée, son ancienne manager de tournée déclare avoir vécue une expérience similaire avec Chris Brown, conduisant à une rupture de ses relations professionnelles avec l’artiste,,.
Le 2 janvier 2017, à la suite d'un commentaire du rappeur Soulja Boy complimentant son ex-compagne Karrueche Tran, Chris Brown, fou de jalousie, le provoque en duel depuis son compte Instagram. Après que les deux hommes se sont échangés de nombreuses injures sur les réseaux sociaux, Chris Brown déclare, dans une vidéo, vouloir organiser un match de boxe grand public dans lequel il affronterait Soulja Boy. Il engage l'ancien champion du monde de boxe Mike Tyson pour l'entraîner. Prenant les menaces de Chris Brown au sérieux, Soulja Boy décide de se rendre au domicile du rappeur, afin d'en découdre, mais il est vivement agressé par l'un des habitants de son voisinage. Finalement, le combat qui devait avoir lieu fin mars est annulé par Chris Brown, un mois avant la date prévue. L'artiste affirme avoir été raisonné par son entourage quant aux conséquences d'un tel procédé et évoque sa prise de conscience de l’intérêt opportuniste, dont ont tiré avantage des personnes arrivistes.
Le 25 juin 2017, Chris Brown est de nouveau mêlé à une bagarre impliquant les membres du groupe Migos, en marge des BET Awards. Le cœur de la discorde serait lié à une romance qu'entretenait Quavo avec son ex-compagne Karrueche Tran,,.
Au cours du mois de mai 2023, les médias rapportent que Brown en serait venu aux mains avec le chanteur Rn'b Usher, à la veille d'un festival organisé à Las Vegas par l'artiste, au cours duquel Brown était programmé. Cependant, aucune justification provenant des artistes n'intervient et l'événement se déroulera comme prévu,,.
Il est inculpé en 2025 pour coups et blessures à la suite d'une altercation à Londres avec un producteur auquel il aurait jeté une bouteille sur la tête.

### Affaires d'agression sexuelle

#### Accusation a Los Angeles
En mai 2018, une plainte est déposée devant la cour de Los Angeles contre Chris Brown ainsi qu'un de ses amis, Lowell Grissom, pour des faits de viol en réunion survenu à son domicile au cours du mois de février 2017. En effet, la plaignante déclare avoir été contrainte de participer à une orgie sexuelle au cœur du domicile du rappeur. La jeune femme déclare ne pas avoir été violée directement par Chris Brown mais par son ami Lowell Grissom et une des femmes présentes sous l’œil complice de ce dernier. Les charges seront cependant abandonnées.

#### Accusation à Paris
Le 21 janvier 2019, le rappeur est arrêté à Paris et mis en garde à vue après qu'une femme a porté plainte contre lui pour un viol qui se serait produit dans la nuit du 15 au 16 janvier dans un hôtel de la rue Saint-Honoré. Brown, son garde corps et un ami sont accusés d'avoir violé une jeune femme de 24 ans. En octobre 2024, une plainte est déposée contre Chris Brown pour avoir drogué et violé une femme sur le yacht de P. Diddy.

#### Accusation en Floride
En 2022, une jeune femme dépose une plainte contre Chris Brown, qu'elle accuse de l'avoir violée au cours d'une fête privée à bord d'un yacht accosté aux abords de la propriété du producteur P. Diddy. La plaignante affirme avoir été droguée par l'artiste, se sentant désorientée après avoir bu dans un verre que Chris Brown venait de lui offrir. L'artiste l'aurait ensuite conduit dans une chambre où Brown se serait adonné à des actes sexuels malgré les protestations de la jeune femme. Alors qu'elle lui réclame 20 millions de dollars, Brown dénoncera un « schéma » de mensonges se produisant à chacune des sorties de l'artiste,. Brown, qui poursuivra la jeune femme en diffamation, soumet au département de police de Miami, des échanges entre lui et la plaignante, en guise preuves prouvant que la relation était consentie. L'avocate de la plaignante décidera d'abandonner l'affaire, déclarant ne pas avoir été mise au courant de l'existence de ces messages. L'affaire est clôturée, faute de preuves,.

## Polémiques
En 2012, Chris Brown est sous le feu des critiques après qu'il s'est présenté publiquement portant un nouveau tatouage, présentant une femme arborant la moitié de son visage mutilé, localisé au niveau de la nuque, que les médias et les fans présenteront comme le voulant ressemblant à la chanteuse Rihanna. Le choix d'un tatouage de ce type, au vu du passif du chanteur, soulèvera de nombreuses interrogations. Brown se défend en déclarant que le tatouage était inspiré du design d’une publicité pour la marque de cosmétiques M.A.C.
En mars 2013, une vidéo est relayée sur les réseaux sociaux dans laquelle on y voit Chris Brown menacer et exprimer, avec virulence, son mécontentement envers un voiturier lui demandant de s'acquitter du tarif de service de dix dollars pour l'accès à son véhicule,.
En mai 2013, Chris Brown est élu la personnalité la plus détestée des États-Unis, ravissant la place qu'occupait Justin Bieber, selon un sondage réalisé par l'institut Public Policy Polling parmi la population américaine.
En octobre 2013, il déclare non sans fierté, avoir été initié très tôt à la sexualité et avoir perdu sa virginité à l'âge de 8 ans dans les bras d'une adolescente de 15 ans à l'époque.
En 2014, il est rapporté que Brown possède des filiations avec des membres de gangs activement virulents de Los Angeles,,.
En janvier 2015, une fusillade éclate alors que le chanteur se produit dans une boîte de nuit de San Jose faisant 5 blessés, dont le controversé Suge Knight. Le même mois, l'actrice pornographique Kagney Linn Karter et accessoirement escort s'insurge contre le chanteur sur Twitter. L'actrice dévoile qu'elle aurait été payée 2 500 dollars par Chris Brown afin de l'accompagner dans l'une de ses soirées mais qu'elle avait refusé de s'adonner a des rapports sexuels avec lui après qu'il le lui eut demandé, prétextant qu'elle ne voulait pas coucher avec un homme qui avait battu une femme. Kagney Linn Karter publie ensuite des photos supposées représenter les parties intimes du chanteur en guise de preuve avant de supprimer ses publications.
Le 27 mai 2016, la mère de sa fille Nia Amey Guzman fustige le chanteur sur les réseaux sociaux en déclarant que les 2 500 dollars de pension alimentaire alloués à l'éducation de leur fille sont insuffisants par rapport aux 16 000 dollars demandés. Elle dénonce, par ailleurs, l'entourage nocif de Chris Brown et les incessantes habitudes du chanteur de consommer du tabac ou des drogues. Le mannequin craint que les habitudes du chanteur ne causent, à long terme, de l'asthme à leur fille. Chris Brown affirme que le cri d'alerte poussé par son ex-amante est une tentative de décrédibilisation dans le but d'amadouer l'opinion et d'attirer l'attention sur elle.
En août 2016, Chris Brown est de nouveau au cœur de la polémique quand son domicile est quadrillé par les forces de polices après un appel téléphonique alarmant. Baylee Curran, Miss Californie, affirme qu'elle a été tenue en joue par une arme à feu que Chris Brown tenait. L'artiste aurait été mis hors de lui après que le mannequin eut eu un contact avec l'un de ses bijoux. Chris Brown décide d'expulser Baylee et son amie et se serait servi d'une arme à feu pour les intimider. Baylee contacte la police mais également les journalistes de TMZ. Cette action attire les soupçons sur les motivations de la jeune femme,. Un sac contenant des armes à feu et diverses drogues est inopinément jeté depuis l'une des fenêtres de la villa. Cependant, ni Chris Brown ni son entourage n'en sera inquiété,. Chris Brown refuse de se rendre aux autorités et diffuse depuis les réseaux sociaux sa frustration envers les forces de l'ordre qui, d'après lui, le persécutent car il est de couleur noire. Il trace un parallèle entre sa situation et les événements de violences policières de Louisiane et Minnesota survenu en juillet,. Brown qualifie également la police "d'idiots" et de "pire gang du monde".
Il se rend finalement à la police après un siège qui dura 12 heures à la suite de l'obtention d'un mandat de perquisition émis par la cour. Il ressort presque immédiatement après avoir déposé une caution de 250 000 dollars. Plus tard, il est révélé, selon les premiers éléments de l'investigation, que Baylee avait échangé des SMS avec un ami, lui expliquant qu'elle souhaitait piéger Brown, après avoir été expulsée du domicile du chanteur,. Chris Brown poursuit la jeune femme en diffamation pour avoir colporté de fausses informations,. Le chanteur s'exprimera sur ses réseaux en déclarant : « À cause de mon passé, ma personne est sans cesse altérée par ces fausses informations mises en avant par les médias, mais je suis satisfait que mes vrais sympathisants savent qui je suis réellement et peuvent constater la vérité ».

### Inconduite et abus verbaux
Le 4 mars 2012, il désactive son compte Twitter après des insultes échangées avec la journaliste Jenny Johnson.
Le 11 mai 2012, Chris Brown est de nouveau au cœur d'une polémique lorsqu'il dévoile le morceau Theraflu. En effet, certaines paroles chantées par Chris Brown semblent cibler son ex-compagne Rihanna dont ces propos : « Ne couchez pas avec mes ex-salopes, elles sont comme de la mauvaise fourrure, toute l'industrie lui est passée dessus. Trick or threat (double signification de friandises et traiter) comme une citrouille, elle est bonne qu'à se faire éclater. » La chanteuse se sentant visée par les mots de Brown lui répond alors sur Twitter en déclarant qu'elle trouvait son action pathétique,.
Le 23 mai 2015, Chris Brown menace et insulte Tyson Beckford lorsque Karrueche Tran poste une photo sur laquelle elle est en compagnie du mannequin. Brown déclara qu'il allait coucher avec l'ex-compagne de Beckford, April Rommet et qu'il allait élever son fils.
Le 23 décembre 2015, il pousse un coup de gueule contre ses fans en les qualifiant de « faux-fans » à la suite des ventes décevantes de son dernier album Royalty. Au mois de juin 2015, il insulte une hôtesse de l'air après qu'elle a demandé au chanteur d'arrêter de consommer de la marijuanna à bord. Brown lui réplique qu'il avait « payé ce jet 60 000 dollars » et que les personnes présentes à bord « lui appartenaient. » Il ajoute qu'il ne voulait à son service que des femmes avec lesquelles il avait envie de coucher.
Le 30 mars 2016, il accable la chanteuse Kehlani en l'accusant de vouloir porter l'attention sur elle après sa tentative de suicide, suite à la propagation de rumeurs d'infidélités. En raison de ses propos, le chanteur se voit critiqué sur les réseaux sociaux. Dans le même temps, il blâme l'actrice Zendaya Coleman, qui venait de cesser de suivre l'artiste sur Instagram, en soutien à Kehlani, et insulte la chanteuse Tinashe de « Tête de cul de Hobbit »,,.
Le 17 mai 2016, il est expulsé d'un jet ainsi que son entourage pour avoir fumé de la marijuanna à bord en dépit des consignes de sécurité.
Au mois de juin 2016, il licencie son attachée de presse, Nicole Perna. Elle révèle par la suite des captures d'écran dans lesquelles Chris Brown, mécontent de la promotion de sa marque, injurie et accable Nicole et ainsi prend la décision de mettre un terme à leur collaboration.
Au mois de juin 2016, Chris Brown s'emporte contre son ami de longue date Kevin McCall. Les deux artistes s'échangent des insultes par comptes interposés sans que le public ne comprenne les raisons de leur brouille. Finalement, McCall déclare au cours d'une interview que leur désaccord concerne la direction artistique que Chris Brown, détenteur de son contrat, imposa à Kevin Mccall. Chris Brown fustigea son ancien protégé de propos injurieux depuis son compte Instagram avant que celui-ci ne le qualifie de « drogué ».
En octobre 2016, alors qu’il venait d’atterrir à Mombasa dans le cadre de représentations, Brown aurait saisi le téléphone d’une fan qui tentait de le prendre en photo, qu’il jette au sol, endommageant l’appareil,,.

### Portrait et révélations du magazineBillboard
Le 5 mars 2017, Danielle Bacher, une journaliste travaillant pour le célèbre magazine Billboard, érige un portrait de Chris Brown basé sur les témoignages d'artistes ayant travaillé avec le chanteur par le passé. Selon l'article Chris Brown's Downward Spiral: Insiders Open Up About His Struggles with Addiction and Anger, Chris Brown éprouverait une profonde addiction aux drogues telles que xanax, marijuana et cocaïne entre autres. Il serait également un fervent consommateur d'une substance addictive appelée purple drank ou lean (mélange de substances à base de codéine et de prométhazine).

### Problèmes judiciaires durant la période probatoire
En septembre 2012, à l’issue d’un test de contrôle auquel il doit se soumettre, Chris Brown est testé positif à la marijuana alors qu’il effectuait ses travaux communautaires. Une audience s’est tenue afin de déterminer si l’artiste entrait en infraction de sa période probatoire. Brown écopera d’un rappel à l’ordre de la cour de Los Angeles, la juge lui rappelant son statut de « modèle ».
Au cours de l’année 2013, Brown est impliqué dans plusieurs excès de vitesse et accidents routiers avec délit de fuite et infractions en rapport avec une conduite sans permis. Il sera condamné, par le procureur du district de Los Angeles, à effectuer 1000 heures supplémentaires de travaux communautaires. Ce dernier qualifiera le système judiciaire de « Raciste » via des tweets postés,,.
En octobre 2013, Chris Brown et son garde du corps, agressent un homme de 20 ans devant le W hôtel, où l'artiste séjourne. Brown prenait des photos avec deux fans aux alentours de 4h du matin, quand l'homme, que la presse identifiera comme étant Isaac Adams Parker, se serait approché pour être photographié avec le chanteur. Ce à quoi Brown aurait répondu : " Je ne suis pas d'accord avec cette merde gay, j'ai envie de boxer ",. Brown est par la suite arrêté à Washington, il passera 36 heures en garde à vue. Cette action aura pour conséquence la violation des conditions de sa période probatoire à la suite de l'affaire Rihanna et l'artiste encourt 6 mois de prison et 1000 dollars d'amende,. Chris Brown plaidera coupable lors de l'audience et acceptera volontairement d'entrer en centre de désintoxication,,. La victime poursuit Chris Brown au civil, en lui réclamant 1,5 million de dollars en guise de dédommagement,.
En novembre 2013, Brown écope de 90 jours de détention supplémentaire, après avoir démontré des problèmes de gestion de colère à répétition, durant son internement en centre de désintoxication à Malibu,.
En mai 2014, Brown est arrêté après avoir violé les conditions de sa détention et placé en prison. Le chanteur sort de prison au bout d'un mois, après que le motif de son inculpation ne soit re-caractérisé en délit.

## Vie privée

### Relations
De 2008 à février 2009, il est en couple avec la chanteuse Rihanna. Le couple se sépare du fait des violences de Chris Brown. Le chanteur a admis avoir eu une aventure avec sa manager de l'époque Tina Davis, ce fut ce passif qui causa la colère de Rihanna envers le chanteur et qui se solda par son agression,. La même année, il est aperçu auprès de son ex-compagne, Erica Jackson ainsi que de la personnalité télévisuelle Natalie Nunn.
En 2010, les médias rapportent que Brown a fréquenté la chanteuse Rn'B Rhea ainsi que le modele photo Jasmine Sanders,.
C'est au cours de cette année qu'il se met en couple avec le mannequin Karrueche Tran, une jeune styliste californienne. Leur relation qui durera jusqu'en 2015 fut jonchée par de nombreuses ruptures et diverses polémiques.
Le 28 septembre 2011, l'actrice pornographique Lisa Ann avoue avoir eu des rapports sexuels avec Chris Brown dans une interview. Toujours en 2011, Chris Brown est en couple avec le modèle photo Draya Michele,.
Durant l'année 2012, Il reprendra contact avec Rihanna tout en étant en couple avec Karrueche Tran. Chris Brown le confirmera dans une vidéo qu'il postera sur les réseaux sociaux ainsi qu'au cours d'une interview radio,.
En janvier 2013, Rihanna officialise avoir renoué avec Chris Brown dans les colonnes du magazine Rolling Stones. Le couple fait sa première apparition officielle durant la cérémonie des Grammy Awards en février 2013.
En mars 2013, Chris Brown et Rihanna se séparent, la chanteuse étant lassée d'être prise dans les flots sentimentaux du chanteur. La même année, il déclare avoir perdu sa virginité à l'âge de 8 ans dans les bras d'une adolescente de 15 ans pendant une interview pour The Guardian,.
En octobre 2013, Chris Brown et Karrueche se réconcilient de nouveau alors qu'il est retenu en cure de désintoxication. En 2014, Chris Brown déclare avoir déjà pratiqué des threesomes (relation sexuelles en groupe) impliquant Karrueche sur instagram. Ils se séparent définitivement en mars 2015 après les révélations de ses infidélités avec Nia Guzman Amey. La même année, il aurait vécu une idylle avec le mannequin Briona Mae. Plus tard dans l'année, l'artiste fréquente le modèle Karizma Ramirez.
En 2015, Brown fréquente l'influenceuse Amy Shehab. Il vit également une aventure avec le modèle Brittany Renner,,.
En septembre 2016, il est aperçu avec le mannequin Cydney Christine. Après la rupture, Chris Brown est en couple avec le mannequin Krista Santiago.
En 2017, Chris Brown confirme fréquenter le model Vanessa Vargas. Plus tard, il forme un couple avec Indya Marie, une modèle photo.
En 2018, l'actrice pornographique Kendra Sutherland admet avoir déjà couché avec Chris Brown parmi d'autres célébrités comme Kid Cudi ou G-Eazy entre autres. Toujours la même année, il fréquente la chanteuse Agnez Mo durant quelques mois.
En 2019, Chris Brown est en couple avec le mannequin Ammika Harris. La même année, il fréquente le modèle Diamond Brown.
En octobre 2020, Chris Brown est photographié en compagnie de l'influenceuse Gina Huynh avec laquelle il formerait un couple.

### Paternité
En mars 2015, Karrueche rompt avec Chris Brown après qu'elle a découvert les infidélités de l'artiste ainsi que l’existence de son enfant caché Royalty Brown, née pendant le séjour de Chris en prison. Karrueche affirmera plus tard que Brown lui avait dit qu'il avait à lui parler personnellement quelques jours avant. La mère de Royalty est Nia Amey-Guzman, un mannequin de 32 ans. Le 16 septembre 2015, Chris obtient la garde partagée de sa fille.
Au cours du mois de juin 2019, des rumeurs dans la presse font état d'une potentielle future paternité du chanteur avec son ex-compagne Ammika Harris. En août 2019, il est révélé par la presse, notamment TMZ, que Ammika Harris serait bien enceinte d'un garçon de Chris Brown. Le 20 novembre 2019, Ammika Harris accouche d'un garçon que le couple nomme Aeko Catori Brown,.
En avril 2022, alors que des spéculations courraient depuis de nombreux mois sur une nouvelle paternité du chanteur quant à l’enfant à naître de son ex-compagne, Diamond Brown, Chris officialise les rumeurs, par le biais de son compte Instagram, en annonçant être le père de l’enfant, une fille de 3 mois nommée Lovely Symphani Brown.

### Engagements associatifs
Le 6 septembre 2012, il se rend, accompagné de sa mère, à l'événement Back to School Fall Festival en y apportant du matériel scolaire destiné aux enfants pour la rentrée. Il organise de nouveau un match de Basket caritatif pour son association Symphonic Love. Les rappeurs Nelly et Waka Flocka Flame y sont présents. Le 3 décembre 2012, il participe à un événement organisé par l'association APLA (AIDS Project Los Angeles) afin de sensibiliser les personnes à la prévention du virus du SIDA et appeler à l’arrêt de la stigmatisation des personnes qui en sont atteintes. L'association encourage également les personnes à se faire dépister. Son association Symphonic Love sert de véhicule à un marketing sur les réseaux sociaux tandis que les fonds récoltés sont reversés au groupe Collective Effect. En février 2013, il se rend à l'œuvre caritative Debbie Allen Dance Academy organisée par son association. Il participe également à une soirée organisée par Elton John dans le cadre de la lutte contre le Sida. En juillet 2013, dans le cadre de l'événement WE US: Walk Everywhere in Unity's Shoes, Chris Brown offre plus de 1000 paires de chaussures à des enfants défavorisés originaires de Campton et de Baldwin Village. Il récolte également 50 000 dollars qu'il offre à l'association "Courage For Kids" qui fournit du matériel scolaire aux enfants entrant à la maternelle. Le 9 novembre 2013, il se rend aux philippines afin de soutenir événement qui va permettre la récolte de nourriture et de vêtements pour les philippins. En marge de sa sortie de centre de réhabilitation, Chris Brown se rend à l'événement "XMAS TOY Drive" pour de nouveau soutenir cette association. Il y distribue et emballe des cadeaux pour les enfants défavorisés à la période de Noël. En collaboration avec Best Buddies, il organise avec son association Symphonic Love, un match de Kickball en compagnie de Paris Hilton, Jaimie Foxx, Quincy Jones, Kendall et Kylie Jenner, Christina Milian, Omarion parmi d'autres célébrités. Le 25 novembre 2015, Chris Brown distribue 2000 dindes aux familles pauvres de New York pour Thanksgiving. Le 6 décembre 2015, il offre une voiture neuve ainsi que de nombreux jouets à une famille démunie membre de l'association Boys and Girls Clubs.

## Discographie

### Albums studio
- 2005 : Chris Brown
- 2007 : Exclusive
- 2008 : Exclusive : The Forever Edition
- 2009 : Graffiti
- 2011 : F.A.M.E.
- 2012 : Fortune
- 2014 : X
- 2015 : Fan of a Fan: The Album (Chris Brown & Tyga)
- 2015 : Royalty
- 2016 : Heartbreak On a Full Moon
- 2019 : Indigo
- 2022 : Breezy
- 2023 : 11:11

## Filmographie

### Télévision
| Année | Titre                                | Rôle            | Notes                                                               |
| ----- | ------------------------------------ | --------------- | ------------------------------------------------------------------- |
| 2006  | Christmas in Washington              | Propre rôle     | TNT, réalisé par Michael Stevens                                    |
| 2007  | One on One                           | Lui-même        | TNT, réalisé par Eunetta T. Boone, Apparition                       |
| 2007  | Chris Brown: Journey to South Africa | Lui-même        | Documentaire de Chris Brown pendant son séjour en Afrique du Sud    |
| 2007  | Punk'd                               | Lui-même        | MTV                                                                 |
| 2007  | Newport Beach (The O.C)              | Will Tutt       | Réalisé par Josh Schwartz, Chris Brown apparaît sur trois épisodes. |
| 2008  | La Vie de palace de Zack et Cody     | Lui-même        | Réalisé par Danny Kallis, apparition.                               |
| 2011  | When I Was 17                        | Lui-même        | Réalisé par la chaîne MTV, saison 2, épisode 21.                    |
| 2011  | In The Flow With Affion Crockett     | Michael Jackson | FOX, saison 1, épisode 3                                            |
| 2012  | Georgia dans tous ses états          | Lui-même        |                                                                     |
| 2015  | Real Husbands of Hollywood           | Lui-même        | BET, saison 4, épisode 4                                            |
| 2015  | Punk'd                               | Lui-même        | BET, saison 10, épisode 1                                           |

### Films
| Année | Titre                     | Rôle                     | Notes |
| ----- | ------------------------- | ------------------------ | --- |
| 2007  | Steppin' (Stomp The Yard) | Duron                    | Réalisé par Sylvain White, petit rôle. Chris Brown est nommé dans la catégorie Break Out artiste masculin au Teen Choice Awards 2007                 |
| 2007  | This Christmas            | Michael 'Baby' Whitfield | Réalisé par Preston A. Whitmore II, rôle principal. Chris Brown est nommé dans la catégorie Meilleure performance au MTV Movie Awards 2008           |
| 2010  | Takers                    | Jesse Attica             | Réalisé par John Luessenhop, Chris Brown est producteur exécutif du film. Chris Brown est nommé dans la catégorie meilleur acteur au BET Awards 2011 |
| 2012  | Phenom                    | Dre Lakes                | Réalisé par David Anspaugh. |
| 2012  | Think Like a Man          | Alex                     | Réalisé par Tim Story. |
| 2013  | Battle of the Year (BOTY) | Rooster                  | Réalisé par Benson Lee. |

## Récompenses et nominations

### Récompenses
- American Music Awards
  - 2008 : Artiste masculin pop/rock préféré
  - 2008 : Artiste masculin R&B/soul préféré
  - 2008 : Artiste de l’année
- BET Awards
  - 2006 : Meilleur nouvel artiste
  - 2006 : Viewer’s Choice, pour la vidéo Yo (Excuse Me Miss)
  - 2008 : Meilleur artiste masculin R&B/soul
  - 2010 : Fandemonium (Fans les plus dévoués)
  - 2011 : Meilleur artiste masculin de R&B
  - 2011 : Vidéo de l'année, pour Look At Me Now
  - 2011 : Meilleure collaboration pour Look At Me Now, avec Busta Rhymes & Lil Wayne
  - 2011 : Viewer's Choice (Choix du public) pour Look At Me Now
  - 2011 : Fandemonium (Fans les plus dévoués)
  - 2011 : Meilleure performance, au BET Awards 2011
  - 2012 : Meilleur artiste masculin R&B
  - 2012 : Fandemonium (Fans les plus dévoués)
  - 2013 : Fandemonium (Fans les plus dévoués)
  - 2015 : Fandemonium (Fans les plus dévoués)
  - 2015 : Meilleur artiste masculin R&B/Pop
  - 2015 : Viewer's Choice (Choix du public) pour Only, avec Nicki Minaj Drake & Lil Wayne
- BET Hip Hop Awards
  - 2011 : Meilleure collaboration, pour Look At Me Now featuring Busta Rhymes & Lil Wayne
  - 2011 : Meilleure chanson club, pour Look At Me Now
  - 2011 : Choix du public, pour Look At Me Now
  - 2011 : Meilleur clip vidéo hip-hop, pour Look At Me Now
- Billboard Music Awards
  - 2006 : Artiste masculin de l’année
  - 2006 : Nouvel artiste de l’année
  - 2006 : Artiste de l’année
- MOBO Awards
  - 2008 : Meilleur artiste internationale
  - 2008 : Meilleur artiste masculin R&B/soul
- MTV Video Music Awards
  - 2008 : Meilleure vidéo, pour With You
- MTV Australia Awards
  - 2006 : Meilleure vidéo R&B, pour Run It!
- NAACP Image Award
  - 2006 : Remarquable nouvel artiste
  - 2008 : Remarquable artiste masculin
- Nickelodeon Kids' Choice Awards
  - 2008 : Chanteur masculin préféré
- Nickelodeon UK Kids Choice Awards
  - 2008 : Chanteur préféré
- Ozone Awards
  - 2008 : Meilleur artiste R&B
- Soul Train Music Awards
  - 2006 : Meilleur nouvel artiste R&B/soul
  - 2011 : Meilleur album, pour F.A.M.E.
  - 2014 : Meilleur collaboration, pour Loyal avec Lil Wayne & Tyga
  - 2014 : Meilleure performance de danse, pour Loyal avec Lil Wayne & Tyga
  - 2014 : Meilleur chanson hip-hop, pour Loyal avec Lil Wayne & Tyga
- Teen Choice Awards
  - 2006 : « Breakout » masculin
  - 2008 : Meilleur duo, avec Jordin Sparks pour la chanson No Air
  - 2008 : Meilleur artiste masculin
  - 2008 : Meilleur artiste R&B
  - 2008 : Meilleure chanson R&B, pour Forever
  - 2008 : Meilleure chanson Rap/hip-hop, pour Shawty Get A Loose avec Lil Mama & T-Pain
  - 2008 : Célébrité faisant le plus d’apparition
- TRL Awards
  - 2006 : Meilleur artiste de moins de 21 ans
- World Music Awards
  - 2008 : Meilleur artiste masculin de R&B mondial
- People's Choice Awards
  - 2009 : Chanteur masculin préféré
- UK Urban Music Awards 2011
  - 2011 : Meilleure collaboration, pour Champion avec Chipmunk
  - 2011 : Artiste international de l'année
- Grammy Awards
  - 2012 : Meilleur album R&B, pour F.A.M.E.
- Grammy Awards
  - 2025 : Meilleur album R&B, pour 11:11 (Deluxe)